# Гранателлы
Гранателлы (лат. Granatellus) — род птиц из семейства кардиналовых (Cardinalidae), представители рода распространены в Мексике, Центральной и Южной Америке. Родовое название является уменьшительным от лат. garnet — «гранатовый».

## Классификация
Ранее данный род относили к семейству  древесницевых (Parulidae), однако, на основании молекулярно-филогенетического исследования, опубликованного в 2007 году, он был перенесён в семейство кардиналовых.
В состав рода включают три вида:
| Изображение | Русское название        | Научное название     | Распространение                                                    |
| ----------- | ----------------------- | -------------------- | ------------------------------------------------------------------ |
|             | Розовогрудая гранателла | Granatellus pelzelni | Боливия, Бразилия, Французская Гвиана, Гайана, Суринам и Венесуэла |
|             | Серогорлая гранателла   | Granatellus sallaei  | Белиз, Гватемала и Мексика                                         |
|             | Красногрудая гранателла | Granatellus venustus | Мексика (от Синалоа до Чьяпаса)                                    |